# Ramhusen
Ramhusen település Németországban, Schleswig-Holstein tartományban. Lakosainak száma 173 fő (2023. december 31.).

## Népesség
A település népességének változása:
| Lakosok száma | 186  | 159  | 161  | 158  | 169  | 173  |
|               | 1975 | 2017 | 2019 | 2021 | 2022 | 2023 |